# 徐晓冬
徐晓冬（1979年11月15日—），北京業餘綜合格鬥運動員，現擔任拳館教練，兼職YouTuber，主持網絡節目《冬哥辣評》，以挑戰虛假傳統武術家而聞名。1996年在北京什刹海體校學習散打和拳擊期間拜中國散打創始人之一的梅慧志先生為師。因在2017年同楊氏太極第四代傳人的徒弟魏雷比武切磋視頻在網絡上流出后广为人知，進而接受到《時代（TIME Magazine）》記者查理·坎貝爾（Charlie Campbell）專訪，后者在2018年刊登名爲《The Fight for the Soul of China》的文章。在2018年再次約戰傳統武術后，造成詠春拳師丁浩等人的失利，再次將輿論推至風口浪尖，導致中國武術協會嚴令禁止所謂的個別“約架”行爲。
2017年5月7日後，徐曉冬的新浪微博賬號，連同他與魏雷關於比武切磋視頻在網絡上的部分報道與評論均被刪除，徐曉冬對微博被封號一事稱“沒法解釋”。2019年後，徐晓冬已被中国大陸封殺。

## 生平
1996年，在北京市什刹海体育运动学校學習散打和拳擊。2002年，在北京成立第一個MMA綜合格鬥組織（惡童軍團），2003年在北京萬壽路一武館內和巴西柔术教练毕思安進行了全中國首次MMA形式的比賽，踢伤了其前臂，但最终被其使用十字固击败。2004年，因踢足球過程中十字韌帶被鏟斷，在北京大學第三醫院被確認為9級傷殘，同年在北京開設了「北京什剎海體校綜合格鬥技館」「元武道館」兩家以混合武術為授課主體的混合武術訓練館。2005年便開始在北京做大眾MMA推廣。

## 從“質疑虛假武術大師”到“挑戰中國傳統文化”
據BBC中文網描述：“中國媒體《新快報》報道稱，雷雷，原名魏雷，雷公太極創始人，啓蒙老師是楊氏太極第四代傳人。”《經濟學人》雜志曾報導“魏雷曾表示自己對太極功夫的掌握或許使他獲得了某種超自然的力量”，他曾在2015年某國有電視臺的一檔功夫節目中展示用“看不見的力場”使一隻鴿子停留在他的手上，并在未損壞西瓜外皮的情況下搗碎其内部，而電視臺似乎深信不疑。隨後，根据《香港01》網體育專欄描述，魏雷又在中國中央電視台的《體驗真功夫》的節目内聲稱可以單手破裸絞，并在網絡上展示了此“絕技”，最終觸發了軒然大波的“徐曉冬打假風潮”。徐曉冬認爲此太極像是一種慢動作的健美操，并希望魏雷能夠解釋他那“奇異的力量”，因爲這種“假功夫”可能會使真正的武術被玷污。
2017年4月27日，魏雷相約在成都亦禪道館與徐曉冬進行赤手空拳的比武，根據《時代》雜志報道，這場比賽在賽前便被宣傳為“東方與西方，傳統大師與外來新星”的較量。被徐曉冬在20秒之内擊倒在地后，魏雷主動認輸，當晚徐曉冬在個人新浪微博上發出對決影片后不到半小時，該影片在當晚播放率破百萬次。事後，騰訊體育《人像》欄目轉載了記者王志安對魏雷的采訪，魏雷在采訪中暗示自己在參賽前已認爲沒有可能獲勝，但表示要“用流血換一個説話的機會“，對此王志安回應“但是贏了的話也會有這樣的機會”。同月，楊氏太極拳第六代傳人葉泳湘在接受澎湃新聞記者專訪時表示：「這更像是故意輸掉的比賽，而且是蓄謀已久」。在接受《新快報》采訪時，魏雷表示他和徐曉冬對決的初衷是，面對挑戰“我們需要一個平等對話的平臺，需要一個人站出來”，希望打動徐曉冬，化干戈爲玉帛，讓他放下成見一起弘揚傳統武術，但事與願違。2017年5月4日，徐曉冬接受BBC采訪時說：“我現在是全世界的焦點，甚至有人報復我，汙蔑我，有人説我正在挑戰整個中國傳統文化，把這種帽子扣在我頭上，我正站在風口浪尖”，并表示他的目的不是貶低中國武術，“我只是一個在武林中打擊虛假武術大師的普通人”。
賽後，根據《中時新聞網》陳怡文的報道，徐曉冬曾“揚言要在15天內打遍天下各大掌門，並聲稱中國「傳統武術是花拳繡腿、太極是騙人的」，李小龍「充其量是業餘高手」等等爭議性十足的言論”。根據《經濟學人》報道，有許多網民認爲徐曉冬意圖貶低中國傳統武術，並質疑“僅一場比試能證明什麽？”同時，該期刊轉述了新聞門戶網站《觀察者》事後對徐曉冬的評價，“徐先生曾多次在自己的新浪微博中對所在地區的軍隊和開國領袖發表不當言論”。中國武術協會則譴責“這可能是有悖武術道德的不當行爲”。對此香港嶺南大學的葉蔭聰評價，這些言論反映出中國社會普遍傾向於從中國傳統與西方影響的衝突中審視世界。在對BBC的采訪中，徐曉冬也承認，這樣做肯定傷害到了一些中國人的民族自尊心，“但我知道這裏面有一些東西是假的，我沒有完全否認太極拳，我只是覺得太極拳中的某些人是假的，我把這些人點出來，（然後）來打假”。同時，徐曉冬否認自己故意站在傳統武術的對立面，“我原來也是學習傳統武術出身，怎麽可能打擊傳統武術呢？我打的只是傳統武術中的假，就像吃肉，要吃一些健康的肉，比如豬肉，牛肉，不能吃老鼠肉。”對此，河南少林寺方丈釋永信在接受《時報》記者采訪時表示支持徐曉冬的活動，這樣可以消除一些虛假的練習者，“徐挑戰虛假功夫是在做正確的事”，但也笑稱“僅河南省便有一百人”可以擊敗徐曉冬。
值得一提的是，據BBC中文網報道，在其新浪微博被强制注銷前，徐曉冬在視頻流出后曾通過微博的有償問答功能，向提問者收取少量費用回答問題，因提問的“旁觀者”從數百到上千人不等，再加上他進行網絡直播時多達數百萬觀衆人群中獲得的慷慨打賞，徐曉冬確實曾在短期内獲得了不菲的收入。與之相對，許多太極的練習者開始在網絡或親自上門挑戰徐曉冬，並在他所管理的拳館外設立駐點，甚至曾主動挑起爭端。同時，在采訪時徐曉冬對BBC記者透露，在他發佈了打擊虛假武術大師的的聲明后，當地工商、稅務、消防等多個部門正在找他“處理問題”。根據《時報》刊登文章的觀點，在復興中國傳統文化的標志性主題下，功夫或許被當地視爲“軟實力”的一種表現形式，然而“這裏有個人顯然在致力於將它展露為一種騙局。”在2017年5月4日的直播視頻中，徐曉冬看起來很緊張，並暗示壓力已經影響了他作爲綜合格鬥教練的工作，“我已經失去了我的職業和一切”。
根據《時報》雜志報道，2017年11月，當地體育總局“明顯針對徐魏的較量”發佈了一項指示，取締練習者自封大師的行爲，并要求從業者“樹立正確的武術價值觀”，同時也禁止未經授權的比武，以平息傳統武術與現代搏擊各自優劣的爭論。2020年4月19日，新東方教育集團的創始人俞敏洪，在魏雷號召用“正義的拳頭”聲討武漢作家方方后，評論“雷雷和寫大字報的人，由於他們的低智商和卑鄙猥瑣，甚至弄得本來躲在背後想支持他們的人，也變得無從下手，幾乎斷了他們胡言亂語的生路。“

## 中國武術「打假」

### 馬保國之戰
马保国，自稱渾元形意太極掌門人、閃電五連鞭創始人。其与徐晓冬的比武原定于2017年6月26日举行，当日下午二时，徐晓冬得到消息称“有人想阻止这场比赛”，于是临时决定将原本排在第四场的比赛提前至第一场，但在原定比赛时间开始前两分钟，场内的灯光突然被熄灭，徐晓冬被告知比赛场地不符合规定，便提出“更换场地重新进行比赛”的请求，得到了马保国的同意，但更换场地后，徐晓冬于比赛开始前10分钟遭警方以聚眾打架帶走問話，直至当日晚上八时才得以离开，这场比赛的网络直播画面也在事发后完全消失。
事後徐晓冬根据自己赛前得到的消息，表示马保国到了比赛现场后没有立即进入武馆，而是让其侄子马斌连续多次向当地派出所报警，阻挡比赛的进行。馬保國反擊稱其根本就没有一個侄子叫马斌，徐晓冬和记者王志安联合起来制造假新闻，且賽前不簽比武協議，也没有在公安局报备，自導自演想躲比賽。
但在2020年12月23日，徐晓冬在自己的YouTube个人频道中发布了一个标题为“突然消息，给马保国平反”的视频，视频中，徐晓冬表示“某位领导”告诉自己马保国方面并没有报警阻止2017年6月26日的比赛，报警者另有其人。

### 丁浩之戰
2018年3月19日，徐曉冬同曾在其節目“冬哥辣評”中偷襲過自己的詠春拳习练者丁浩（咏春拳大师余昌华的徒弟）在“拳城出擊”擂臺上進行了一場站立式全開放規則下的比武，比賽中，丁浩曾六度被擊倒，最終裁判判定雙方平局，賽後丁浩稱徐曉冬只是「抗打能力強了一點，並沒有什麼」，並以「賽前沒有吃飽」、「南方人不適應北方氣候」為由宣稱自己的發揮受到了影響，2019年2月15日，徐晓冬在微博对丁浩的言论做出回应，2019年5月27日，丁浩再度向徐曉冬發起挑戰，並稱其「害怕自己的快拳」、「上次沒能KO徐曉冬，算他走運」。
“站立式全开放规则”即自由搏击规则，允许拳法、腿法、膝法和肘法，不允许地面动作，但在当天的比赛中，徐晓冬仅使用拳法，并多次遭裁判飞扑干扰，对此，徐晓冬给出了“赛事方要求‘给传统武术面子’，限制了自己腿法的发挥”的解释，并称如果放开限制并采用MMA规则（允许地面技术），丁浩会在开头十几秒被自己KO。

### 田野之戰
2019年1月13日，徐曉冬與“裡合腿鐵牛肘大師”田野相約在“終極勇士”賽事的擂臺上進行比武，比賽進行到第二回合時，徐曉冬以飛膝TKO獲勝。

### 呂剛之戰
2019年5月19日，徐曉冬再度征戰“終極勇士”的擂臺（因遭到封殺，徐曉冬比賽時面部化妝，化名「格鬥狂人徐冬瓜」），和曾多次在網絡上挑釁自己並自稱“葉問徒孫”、“當代最強實戰派武術家”的詠春拳點穴大師呂剛展開了一場站立式全開放規則的比賽，僅用了47秒便KO呂剛獲勝，此前呂剛曾在網絡上宣稱自己對徐曉冬有六點優勢，并以“带拳击手套无法发挥传统武术的灵活性”向赛事方提出“比赛时不带拳击手套”的要求。賽後，呂剛表示將復出再次挑戰徐曉冬，並稱上次失敗的原因是「吃素，營養不夠」。

### 长岛雄一郎之战
2019年3月，徐晓冬因多次向武僧一龙发起挑战未果，遂轉而向在大连和曾两次对阵（第一次击倒一龙获胜，第二次平手）武僧一龙的日本职业自由搏击运动员长岛雄一郎签订比赛合同，來作為對照組，2019年11月22日，两人在泰国伦披尼拳馆正式进行了一场自由搏击/MMA（第一回合采用自由搏击规则，第二回合采用MMA规则）规则的比赛（因遭到封杀，徐晓冬比赛时依旧面部化妆，化名“格斗狂人徐冬瓜”），最终徐晓冬在第二回合TKO对方获胜。赛后，长岛雄一郎表示自己输给徐晓冬的原因是“轻敌”，并透露其赛前热身时因运动不当，导致右侧大腿肌肉被拉伤。
2019年11月21日，徐晓冬和雷雷再因长岛雄一郎相关问题再起争执，试图在两个月后与雷雷进行二番战，对此，雷雷在微博以“徐晓冬在国内(指中国)是被封杀人物，无战可打”拒绝这场比赛，2020年1月，徐晓冬赴成都寻找雷雷見一面，但也并未能收到雷雷方面的回应。

### 陈勇之战
2018年年底，武氏太极拳习练者陈勇在深圳电视台公开挑战徐晓冬，称“太极拳分两种，实战太极和养生太极，而自己练的是实战太极，有信心击败徐晓冬”、“ 太极就是一个劲，这个劲可以用在包括各项格斗技在内的任何领域。 ”。但在徐晓冬接受挑战之后，陈勇因受伤多次推迟比赛，最终，徐晓冬于2020年11月28日与陈勇在深圳进行了一场MMA规则的比武，仅使用了3招（两腿一拳）KO陈勇获胜，事后徐晓冬表示自己“为了尊重武术，不敢发力，当陈勇被自己打到笼边时，不敢上前继续追打。”

## 观点

### 关于傳統武术與現代搏击的差異
徐晓冬将自己与传统武术大师的比武切磋称作“武林打假”，并在自己的YouTube频道宣传片中称呼自己为“武林打假第一人”，2019年7月，徐晓冬在接受采访时表示自己认为“传统武术当中假占了绝大多数”，但他並非排斥傳武，而是認為“传统武术的理念与训练模式过时，需要改良”。
徐晓冬以健身科學舉例，认为太极拳“不是武术，而是一种健身操”，自己与太极拳大师对战就是为了证明“太极拳可以防身”的观念是不对的虛假宣傳。在徐晓冬的观点中，武术有三大要素：防身御敌、强身健体和修身养性，而现在的太极拳“几乎没有”，特別指出第一點中“太极推手真要打起架没用”。
徐晓冬认为，只有当自己的身体不怕挨打的时候，战斗力才会增强，有些害怕挨打、不敢挨打的武术跟一般人（指未受过武术训练的人）“没什么区别”。
徐晓冬认为在武术明星当中，甄子丹和成龙的实战能力最强，其中甄子丹“接触现代搏击”，而成龙则“具有一定的实战经验”，并称吴京“练的是套路表演，不是实战”、“自己在表演和名气方面不如吴京，但在实战方面要强于吴京”。
徐晓冬举例称：“传统武术与现代搏击之间的区别就犹如20年前的一辆跑车和现代跑车在提速和其他性能方面的区别，传统武术之所以到了现代还有人练习，是因为有人出于情怀而忽视了它本身的功效，传统武术要想有出路，就要勇于改革，多进行比赛，向现代搏击‘取经’”。
徐晓冬认为，面对持刀者最好的应对方式是“跑”，试图夺刀是“胡说八道”，並声称“国内（指中国）民用马伽术教学基本上是骗子”。

## 政治立场與事件

### 赴台受阻
因台灣成吉思汗健身俱樂部館長陳之漢同樣對以中國武術之名行騙之流嗤之以鼻，徐曉冬想前往台灣與他進行格鬥術的溝通交流。但被部分台灣媒體炒作傳爲來台踢館。
2017年5月5日，館長陳之漢在臉書直播證實徐曉冬無法赴台，并猜测其原因可能与中国官方有关。

### 头部受伤
2018年，徐晓冬赴河南一家格斗俱乐部，和四位站立格斗选手轮流展开切磋，最终被闫帅旗以顶膝击中眉弓附近，后前往医院缝了26针。事后，徐晓冬表示自己“乐见传统武术习练者像这样战胜自己”。

### 因拒绝道歉被列入失信被執行人名单
2018年，徐曉冬因在節目中称呼陳氏太極拳傳承人陳小旺是“狗”、“骗子”被告上法庭，法院判決徐曉冬對陳小旺賠償並道歉，2019年5月20日，徐曉冬證實自己因只願支付賠償金而不願道歉被法院以「有履行能力而拒不履行生效法律文書確定義務」為由列入「失信被執行人名單」，並受到「消費限制」，包括搭飛機、住飯店、買房、搭二等艙以上列車或讓子女就讀私立学校在內的權利通通遭到剝奪，甚至連旅遊、度假都不被允許。

### 因发表涉港評論被全網封殺
2019年8月15日，徐晓冬在《冬哥辣评》节目中表达了对香港反对逃犯条例修订草案运动的看法，称其“不相信香港人是暴徒”、“不认为媒体应该将香港人定性为暴徒”，2019年8月17日，徐晓冬发微博称香港是“中国东方之珠”、“香港那些年轻人都是有为的年轻人”，还提醒不要被“邪恶势力”蒙骗，造成香港同胞和大陆人民的互相敌意对立。事后，徐晓冬被中国当局警告，其第八个微博账号也被封禁。2019年8月20日、2019年8月21日，徐晓冬在YouTube连续发表两次声明，称自己“没有反党反政府”、“不会触及政治敏感但依旧保持原有立场”、“自己和法轮功无关”。

## 外部連結
- YouTube上的徐晓冬頻道
- 徐晓冬的X（前Twitter）
- 徐晓冬的新浪微博（已被封禁）